# Адміністративний поділ Мозамбіку

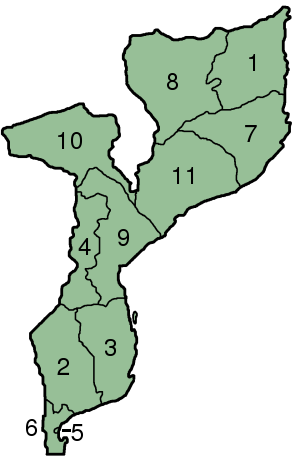
Карта Мозамбіку з провінціями

Мозамбік складається з 11 провінцій, які поділяються на 128 дистриктів.
| №  | Провінція          | Адміністративний центр | Площа, км² | Населення, осіб (2007) | Щільність, ос./км² |
| -- | ------------------ | ---------------------- | ---------- | ---------------------- | ------------------ |
| 1  | Кабу-Делгаду       | Пемба                  | 82625      | 1632065                | 19,75              |
| 2  | Газа               | Шаї-Шаї                | 75709      | 1251323                | 16,53              |
| 3  | Іньямбане          | Іньямбане              | 68615      | 1301967                | 18,97              |
| 4  | Маніка             | Шимойо                 | 61661      | 1438476                | 23,33              |
| 5  | Мапуту (місто)     | Мапуту                 | 602        | 1120360                | 1861,06            |
| 6  | Мапуту (провінція) | Мапуту                 | 25756      | 1233143                | 47,88              |
| 7  | Нампула            | Нампула                | 81606      | 4049082                | 49,62              |
| 8  | Ньяса              | Лішинга                | 129 056    | 1182393                | 9,16               |
| 9  | Софала             | Бейра                  | 68018      | 1671864                | 24,58              |
| 10 | Тете               | Тете                   | 100 724    | 1801528                | 17,89              |
| 11 | Замбезія           | Келімане               | 105 008    | 3897064                | 37,11              |
|    | Всього             |                        | 799380     | 20579265               | 25,11              |

Столиця держави — Мапуту (1200 тис. ос.). Великі міста: Бейра (412 588 ос.), Нампула (230 тис. ос.), Іньямбане (150 тис. ос.), Тете (100 тис. ос.).
Головні порти: Бейра, Накала, Келімане.